# Gold & Platinium
Albums de Lynyrd Skynyrd
Skynyrd's First and... Last.
(1978) The Best of the Rest
(1982)
Singles
1. Free Bird (Ep)
Sortie :  décembre 1979
2. Sweet Home Alabama
Sortie : 1979

 Gold & Platinum est la une compilation du groupe de rock sudiste américain, Lynyrd Skynyrd. Elle est sortie le 2 décembre 1979 sur le label MCA Records.

## Présentation
Cette compilation est sortie sous forme de double album et regroupe seize titres, dont trois proviennent de l'album en public One More from the Road (1976), tous enregistré entre 1972 et 1977. Au Royaume-Uni, elle sortira avec une pochette différente et sera intitulé Gold & Platinum: The Very Best of Lynyrd Skynyrd.
Elle atteindra la 12e place et restera classée pendant 65 semaines dans les charts américains du Billboard 200. Certifiée triple disque de platine le 21 juillet 1987, elle s'est vendue à plus de trois millions d'exemplaires rien qu'aux États-Unis.

## Liste des titres de l'album original

### Disque 1
Face 1
| No | Titre                    | Auteur                           | De l’album                          | Durée |
| -- | ------------------------ | -------------------------------- | ----------------------------------- | ----- |
| 1. | Down South Jukin'        | Gary Rossington, Ronnie Van Zant | Skynyrd's First and... Last. (1978) | 2:12  |
| 2. | Saturday Night Special   | Ed King, Van Zant                | Nuthin' Fancy (1975)                | 5:08  |
| 3. | Gimme Three Steps (live) | Allen Collins, Van Zant          | One More from the Road (1976)       | 5:00  |
| 4. | What's Your Name         | Rossington, Van Zant             | Street Survivors (1977)             | 3:31  |
| 5. | You Got That Right       | Steve Gaines, Van Zant           | Street Survivors (1977)             | 3:46  |

Face 2
| No | Titre                 | Auteur                     | De l’album                    | Durée |
| -- | --------------------- | -------------------------- | ----------------------------- | ----- |
| 1. | Gimme Back My Bullets | Rossington, Van Zant       | Gimme Back My Bullets (1976)  | 3:28  |
| 2. | Sweet Home Alabama    | King, Rossington, Van Zant | Second Helping (1974)         |       |
| 3. | Free Bird (live)      | Collins, Van Zant          | One More from the Road (1976) | 14:10 |

### Disque 2
Face 3
| No | Titre                  | Auteur                       | De l’album                    | Durée |
| -- | ---------------------- | ---------------------------- | ----------------------------- | ----- |
| 1. | That Smell             | Collins, Van Zant            | Street Survivors (1977)       | 5:47  |
| 2. | On the Hunt            | Collins, Van Zant            | Nuthin' Fancy (1975)          | 5:25  |
| 3. | I Ain't the One (live) | Rossington, Van Zant         | One More from the Road (1976) | 3:17  |
| 4. | Whiskey Rock-A Roller  | King, Billy Powell, Van Zant | Nuthin' Fancy (1975)          | 4:23  |

Face 4
| No | Titre           | Auteur               | De l’album                                 | Durée |
| -- | --------------- | -------------------- | ------------------------------------------ | ----- |
| 1. | Simple Man      | Rossington, Van Zant | (pronounced 'lĕh-'nérd 'skin-'nérd) (1973) | 5:57  |
| 2. | I Know a Little | Gains                | Street Survivors (1977)                    | 3:28  |
| 3. | Tuesday's Gone  | Collins, Van Zant    | (pronounced 'lĕh-'nérd 'skin-'nérd) (1973) | 7:32  |
| 4. | Comin' Home     | Collins, Van Zant    | Skynyrd's First and... Last, 1978          | 5:30  |

## Musiciens
Lynyrd Skynyrd
- Ronnie Van Zant: chant sur tous les titres
- Gary Rossington: guitares sur tous les titres
- Allen Collins: guitares sur tous les titres
- Ed King: guitares sur "Saturday Night Special", "Whiskey Rock-A Roller" et "Comin' Home", basse sur "Simple Man" et "Tuesday's Gone"
- Steve Gaines: guitares sur tous les titres "live" et ceux issus de l'album "Street Survivors"
- Leon Wilkeson: basse sauf sur "Simple Man",  "Tuesday's Gone" et "Comin' Home"
- Greg T. Walker: basse sur "Comin' Home"
- Billy Powell: claviers sauf sur "Down South Jukin'"
- Bob Burns: batterie
- Artimus Pyle: batterie
- Rickey Medlocke: batterie et chœurs sur "Comin' Home"
- Cassie Gaines, JoJo Billingsley, Leslie Hawkins: chœurs sur "Down South Jukin'" et "That Smell"

Musiciens additionnels
- Jimmy Johnson: guitare sur "Down South Jukin'"
- Wayne Perkins: guitare sur "Down South Jukin'"
- Robert Nix: batterie sur "Tuesday's Gone"
- David Foster: claviers sur "Whiskey Rock-A Roller"
- Al Kooper (Roosvelt Gook): Moog synthétiseur sur "Saturday Night Special", orgue sur "Simple Man", mellotron et chœurs sur "Tuesday's Gone", chœurs sur "Whiskey Rock-A Roller"
- Ronnie Eades: saxophone sur "Down South Jukin'"
- Clydie King, Merry Clayton & Friends: chœurs sur "Sweet Home Alabama"

## Charts et certifications
| Pays        | Durée du classement | Meilleur classement |
| ----------- | ------------------- | ------------------- |
| Canada      | 13 semaines         | 56e                 |
| États-Unis  | 65 semaines         | 12e                 |
| Royaume-Uni | 4 semaines          | 49e                 |

| Pays        | Certification | Ventes      | Date       |
| ----------- | ------------- | ----------- | ---------- |
| États-Unis  | 3 × Platine   | 3 000 000 + | 21/07/1987 |
| Royaume-Uni | Or            | 100 000 +   | 22/07/2013 |